# Joe Ríspoli
Joe Ríspoli (Rosario, provincia de Santa Fe, Argentina - Buenos Aires, Argentina) fue un cantor, compositor, pianista y director de orquesta argentino.

## Carrera
Ríspoli fue un músico argentino que dedicó su vida a la composición e interpretación de canciones con variados ritmos latinos como la cumbia, el cha cha cha, bossa nova, batucada, el vals mexicano y el baión ("ritmo dulzón y sensual" muy popular del nordeste brasilero que tuvo su apogeo entre los años '40 y '50).
Actuó en la época de esplendor de otros grandes artistas como Chola Bosch y José Tinelli, el cantante melódico Gregorio Barrios, Eduardo Farrell, el recitador gaucho Fernando Ochoa, entre otros.
Se hizo famoso dirigir y el Conjunto de Reyes que tuvo como principales vocalistas a Carlos Miranda, Richard Di Bar, Rosita Solá y Juan Aponte . Con ese conjunto presentó su disco vinilo 1285, bajo el sello ALMALI ALP-5003, titulado Petróleo Oro Negro: Joe Ríspoli y su Conjunto. Con el cantor Alex Luzan saca el simple de vinilo  Un gran disco para bailar: Joe Ríspoli y su Conjunto de Reyes, incluía temas como Sandra y su Dixie, Mi pequeña Patricia, Cuando yo escucho una samba y Adiós negrita, mi cubanita. También formó el grupo Cuatro Reyes y una Reina con la cancionista santafesina Lona Warren.
Popularizó el tema compuesto por José Berra, Don Adolfo y su ballet en 1966 que se convirtió en un tema de "aguante" al equipo del Club Atlético Boca Juniors dirigida por aquel entonces por Don Adolfo Pedernera como figura sobresaliente del cuerpo técnico desde 1963, con Aristóbulo Deambrossi como cara visible.
Junto con Domingo Federico le dieron letra al Himno Oficial del Club San Martín, con voz de Alejandro Balbi.

## Temas interpretados
- Petróleo oro negro
- Cumbia y más cumbia
- Tengo pasión
- Sabroso y sabrosón
- Basta de "verso"
- Reunión en Dixie
- Te quiero amor de verdad
- Vamos a Brasil
- Penas mariachi
- El gallito malevo
- Cerca de Río
- Días nublados
- Sandra y su Dixie
- Mi pequeña Patricia
- Nos veremos amor
- Tres gitanillos
- El botín
- Cuando yo escucho una samba
- Adiós negrita, mi cubanita
- Vuelvo a Brasil
- Cumbia Pepino
- Cumbia para soñar
- Los dos y nuestro amor

## Letra deDon Adolfo y su ballet
"Dale Boca, dale Boca

la hinchada está de pie

grita como enloquecida

por Adolfo y su ballet.

El ballet de Don Adolfo

por el tunel va a salir

con el Cholo a la cabeza

a luchar hasta morir.

Y en la cancha la batuta

de Menéndez le da el sí

Romerito salta y baila

carga el Tanque y Rattín.

La pecosa está gastada

Marzolini la gastó

Roma mira los violines

que nadie le sacudió".

"Don Adolfo y su Ballet - Joe Rispoli y su Banda" (1966) - Cancionero Popular Boquense